# J'ai rencontré Dieu, elle est noire

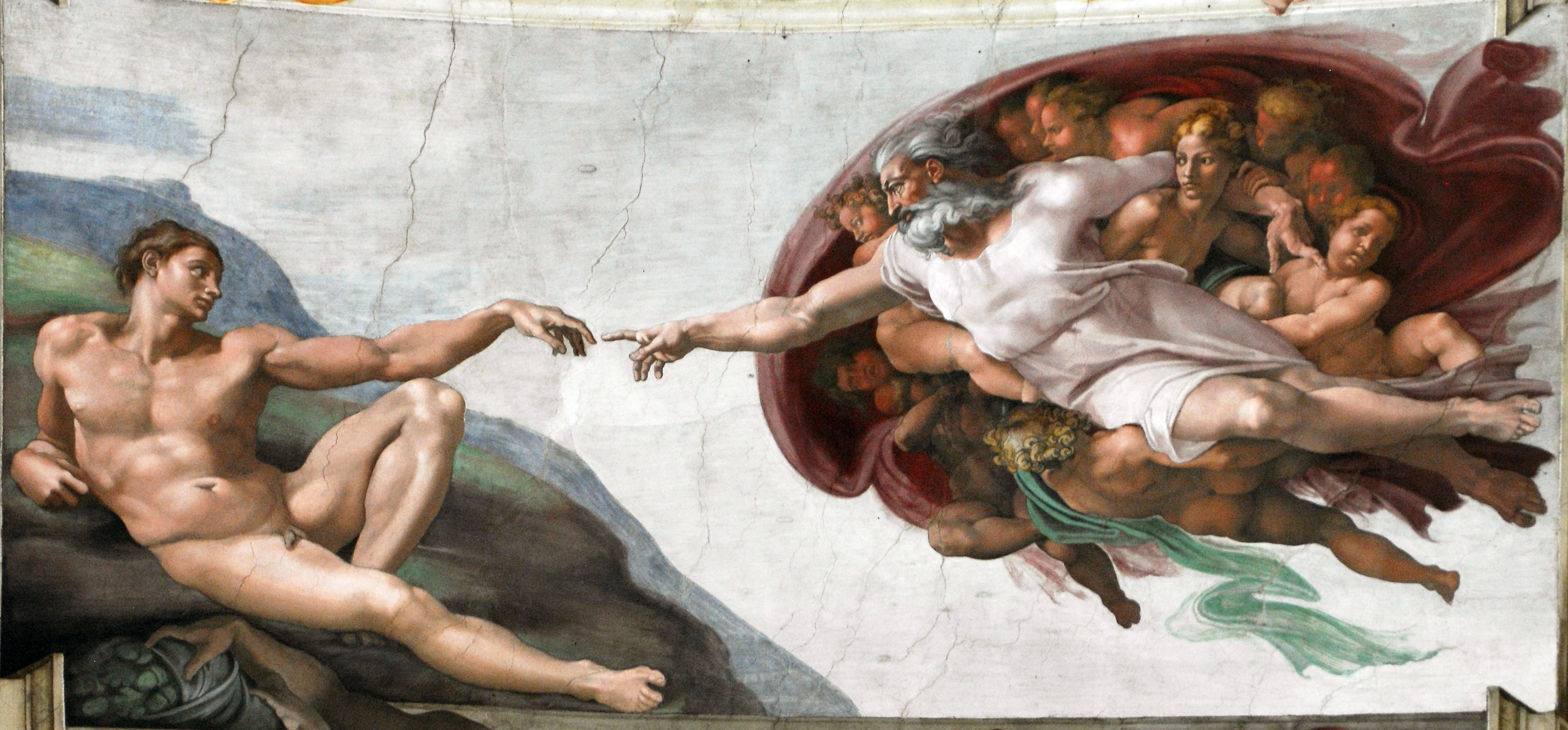
Représentation célèbre d'un Dieu homme blanc à la barbe blanche - La Création d'Adam, chapelle Sixtine.

J'ai rencontré Dieu, elle est noire est un slogan féministe et antiraciste, raillant la représentation stéréotypée de Dieu sous les traits d'un homme blanc à la barbe blanche, et, indirectement, la domination du monde par l'homme blanc.
La phrase a été aussi bien utilisée par Anne-Marie Fauret des Gouines rouges en 1971, que par le mouvement Black Lives Matter dans sa version anglaise I Met God, She's Black imprimée sur des vêtements depuis 2013,.
Indépendamment du slogan, l'idée n'est pas nouvelle : sur l'album Garlick (1972), Hugues Aufray conclut sa chanson À propos d'un détail par ces paroles : 
 « Car si un Dieu unique un jour nous a créé

  Il n'est pas pour le moins comme vous l'imaginez

    [...] Le Bon Dieu du ciel, maintenant, c'est certain

  Est un être charmant de sexe féminin

  Et je dois ajouter à sa plus grande gloire

  Que c'est une jolie fille et qu'en plus, elle est Noire.

  Il ne faut jamais jurer de rien. »

## Groupement d'artistes
The Black Woman Is God est également le nom d'un collectif d'artistes noires organisé par Karen Seneferu et Melorra Green en 2013 au SOMArts de San Francisco et qui a connu deux ré-éditions, en 2016 et 2017.